# 潘至誠
潘至誠，中華民國（台灣）軍醫、政治人物，曾代表中國國民黨在台灣省第三選區（中中彰投）當選為第一屆第五次增額立法委員。